# Anterivo
Anterivo (Altrei in tedesco, Faltrui in dialetto sudtirolese, Nantarù in ladino e in dialetto fiammazzo) è un comune italiano di 403 abitanti della provincia autonoma di Bolzano in Trentino-Alto Adige appartenente alla bassa val di Fiemme.

## Geografia fisica
Situato alle pendici del monte Corno, nelle Dolomiti è all'interno dell'omonimo parco naturale protetto, chiamato dai locali "Alpe Strencia", Anterivo conta anche due frazioni: Guggál e Pramarino. È l'unico comune germanofono della bassa val di Fiemme, infatti nel 1946 è passato dalla provincia autonoma di Trento alla provincia autonoma di Bolzano in seguito all'accordo De Gasperi-Gruber.
Il comune si estende oltre il Reggelberg sul versante che guarda verso la val di Cembra. Il paese è raggiungibile da Ora o da passo di San Lugano. Dal margine esterno del piccolo villaggio un ripido pendio cade quasi a picco verso la forra dell'Avisio. Giù in fondo alla valle si trova il lago artificiale di Stramentizzo, dove una condotta di 10 km porta l'acqua del lago alla centrale di San Floriano nella valle dell'Adige presso Laghetti nel comune di Egna.

## Origini del nome
Il toponimo è attestato per la prima volta nel 1321 come "Antereu", "Altreu" e "Altreü", e nel 1406 come "Antrew" e deriva dal latino in ante rivum, cioè "davanti al torrente".
Eben è attestato nel 1410 come "hof in der Eben" e deriva dall'alto tedesco Ebene, cioè "tratto pianeggiante", dove alcuni pastori fiammazzi e fassani si sono insediati con un maso, con a lato un prato.
Guggál è attestato nel 1406 come "Cucál" e nel 1463 come "Gugcál" e deriva dal latino Cuccuch, cioè "cuccù".

## Storia

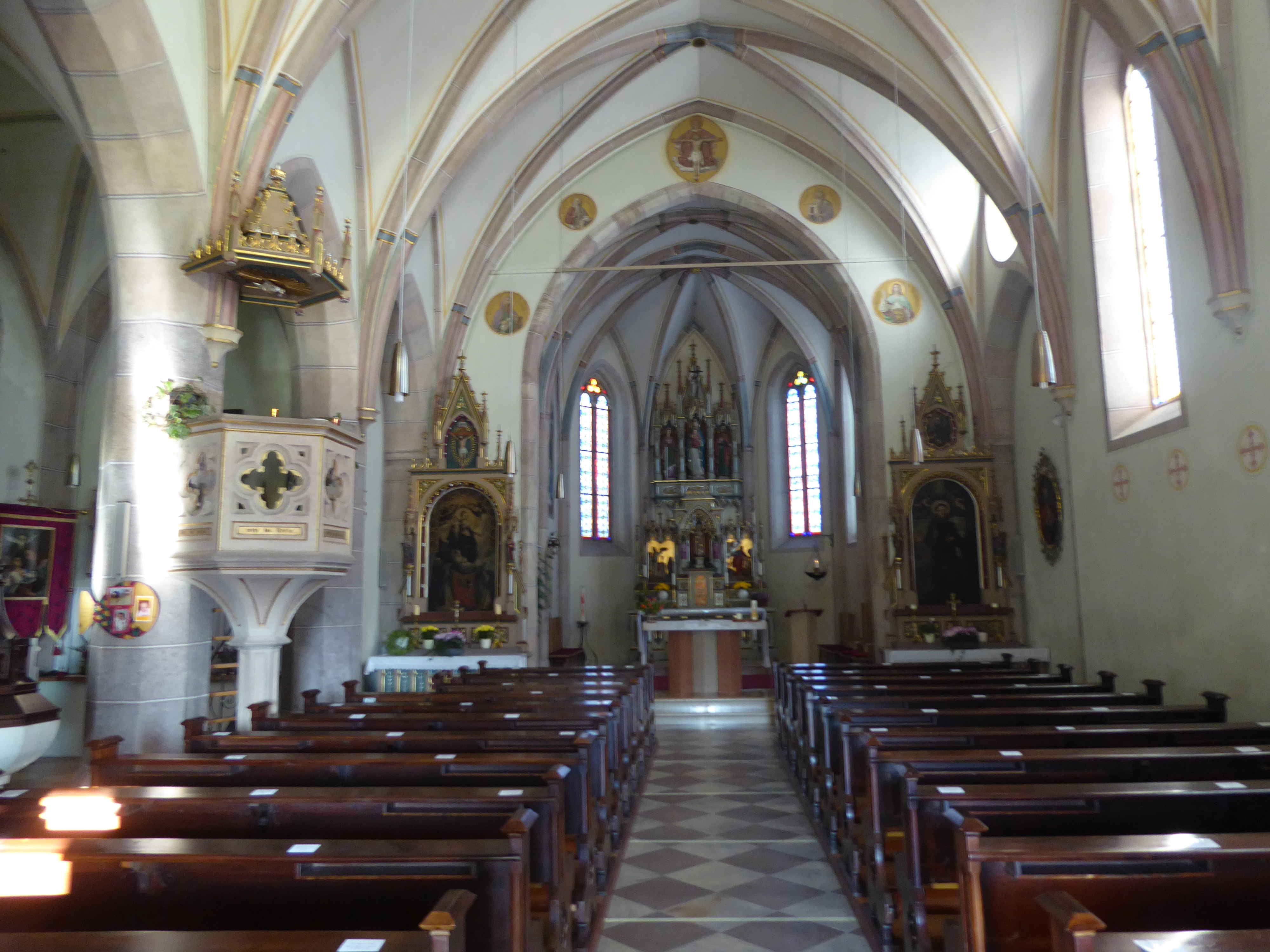
L'interno della chiesa di S. Caterina

Antereu, oggi Anterivo in italiano ed Altrei in tedesco, viene citato come insediamento per la prima volta in documenti del 1321.
Anterivo è l'ultimo bastione degli insediamenti tedeschi a est dell'Adige, che si ebbero proprio nel 1321 con i provvedimenti principeschi del duca Enrico di Carinzia e Tirolo, che conferì al suo vassallo Gottschalk di Bolzano, suo giudice ad Egna, il diritto di insediare 10 masi ad Anterivo tramite i suoi coloni tirolesi. Fino alla prima guerra mondiale il comune apparteneva alla Giurisdizione di Egna-Caldiff e religiosamente alla Pieve di Fiemme (ma non alla Magnifica Comunità), e manteneva stretti i legami con Fiemme grazie alla vicinanza con Capriana e con le frazioni di Carano ai masi di Solaiolo.
Dopo la prima guerra mondiale e l'annessione del Sudtirolo al Regno d'Italia, nel 1925 il comune di Anterivo venne unito a quello di Capriana e riacquistò la sua autonomia solo dopo la seconda guerra mondiale, nel 1948. In quello stesso anno, insieme ad altri comuni a maggioranza linguistica tedesca della provincia di Trento, passò alla provincia autonoma di Bolzano.
Nel primo censimento italiano del 1921, fra gli allora 402 abitanti, solo nove risultarono di lingua italiana. Secondo il censimento del 1951, il paese contava 435 abitanti.

### Simboli
Lo stemma rappresenta i dieci masi costruiti nel 1321 che formarono il nucleo di Anterivo. Lo scudo è contropalato di colori argento e nero. Lo stemma è stato adottato il 7 novembre 1968.

## Monumenti e luoghi d'interesse
- Chiesa di Santa Caterina

## Società

### Evoluzione demografica
Abitanti censiti

### Etnie e minoranze straniere
Secondo i dati ISTAT nel gennaio 2018 la popolazione straniera residente era di 10 persone.

### Ripartizione linguistica
La sua popolazione è in maggioranza germanofona:
| %      | Ripartizione linguistica (gruppi principali) |
| ------ | -------------------------------------------- |
| 87,98% | madrelingua tedesca                          |
| 12,02% | madrelingua italiana                         |
| 0,00%  | madrelingua ladina                           |

## Amministrazione
| Periodo | Periodo   | Primo cittadino   | Partito | Carica  | Note   |
| ------- | --------- | ----------------- | ------- | ------- | ------ |
| 2005    | 2010      | Frederick Marchio | SVP     | Sindaco | [ 19 ] |
| 2010    | 2015      | Frederick Marchio | SVP     | Sindaco | [ 19 ] |
| 2015    | 2020      | Gustav Mattivi    | SVP     | Sindaco | [ 19 ] |
| 2020    | in carica | Gustav Mattivi    | SVP     | Sindaco | [ 19 ] |